# St. Vitus (Obermarbach)

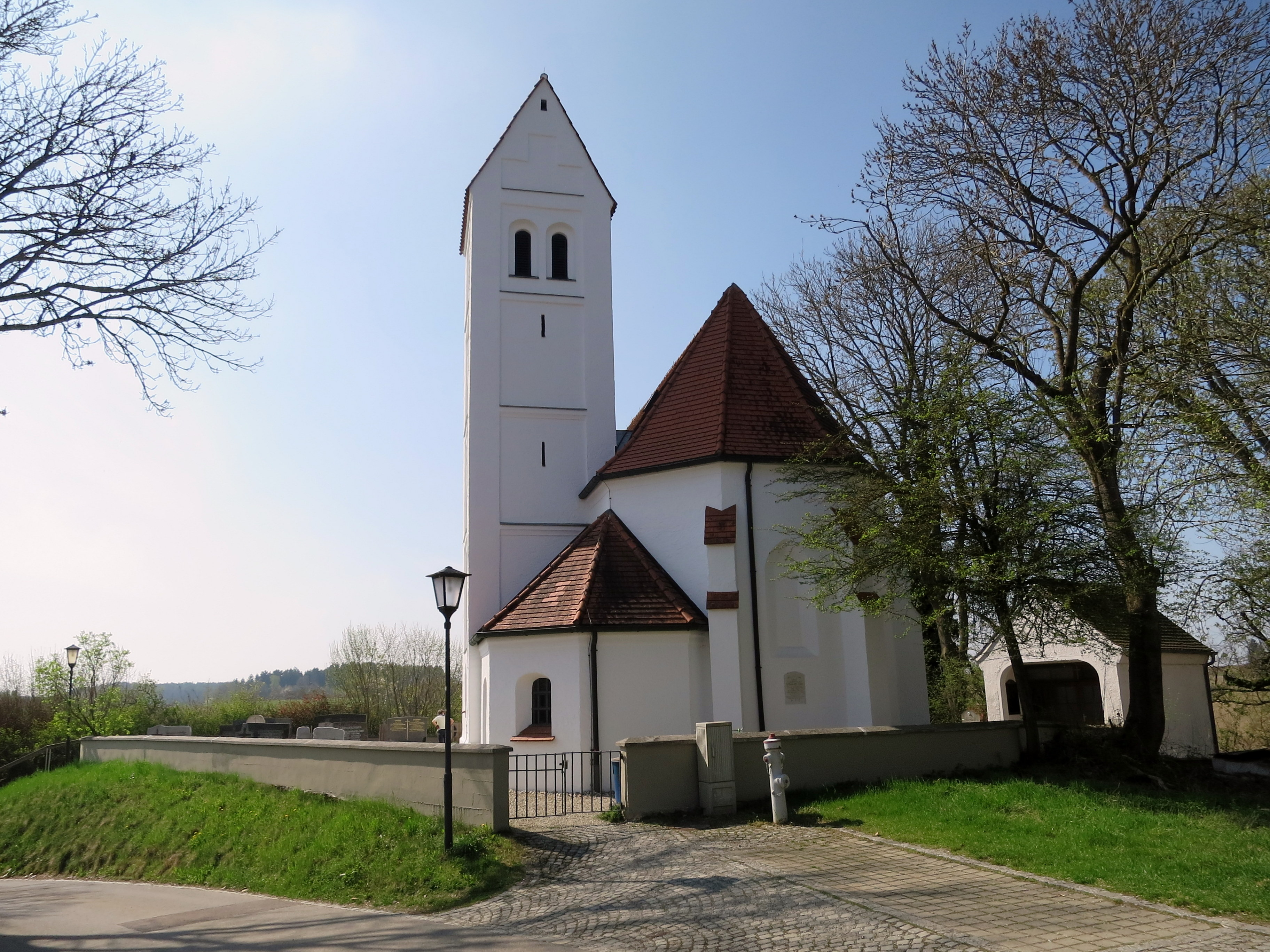
St. Vitus in Obermarbach

Die römisch-katholische Pfarrkirche St. Vitus steht in Obermarbach, einem Pfarrdorf der Gemeinde Petershausen im oberbayerischen Landkreis Dachau. Sie ist in der Liste der Baudenkmäler in Petershausen unter der Nr. D-1-74-136-17 eingetragen. Die Pfarrei gehört zum Dekanat Dachau im Erzbistum München und Freising.

## Beschreibung
Die im Kern romanische Saalkirche wurde im 15. Jahrhundert spätgotisch erneuert und 1730 und 1785 barock verändert. Sie besteht aus dem Langhaus, dem eingezogenen, von Strebepfeilern gestützten Chor mit Fünfachtelschluss im Osten, dem Chorflankenturm an der Südwand des Chors, der Sakristei an der Südostecke von Turm und Chor und einem Vorbau an der Fassade mit dem Portal im Westen. Im obersten Geschoss des Turms steht der Glockenstuhl mit zwei Glocken.
Der Innenraum des Chors ist mit einem Netzgewölbe überspannt. Darin steht der um 1730 gebaute Hochaltar, der von den Skulpturen des Rochus von Montpellier und des heiligen Sebastian flankiert wird. Das Gemälde im Mittelteil des Altars zeigt den Kirchenpatron, den heiligen Vitus, beim Martyrium im Kessel mit siedendem Öl. Der Altarauszug enthält ein Muttergottesbild. Die Seitenaltäre entstanden um 1890, links mit einem Relief der 14 Nothelfer, rechts mit Figuren des der Heiligen Josef, Aloisius und Franz Xaver.
Außer im Altarbild ist der heilige Vitus in einer Statue von 1530 rechts im Chor dargestellt. Links im Chor hängt ein großes Kruzifix, darunter steht eine Skulptur Mariens als Schmerzensmutter. Der Kanzelkorb ist mit Reliefs der vier Evangelisten gestaltet.
Als Besonderheit gilt der in die Tür eingebaute Opferstock aus dem Ende des 17. Jahrhunderts, in den eine Spende auch eingeworfen werden kann, wenn die Kirche verschlossen ist.
Eine Orgel ist nicht vorhanden, dafür ein Harmonium.